# Cheney (Yonne)
Cheney ist eine französische Gemeinde mit 234 Einwohnern (Stand: 1. Januar 2022) im Département Yonne in der Region Bourgogne-Franche-Comté (vor 2016 Bourgogne) im Osten Frankreichs. Die Gemeinde gehört zum Arrondissement Avallon und zum Kanton Tonnerrois (bis 2015 Tonnerre).

## Geografie
Cheney liegt etwa 39 Kilometer ostnordöstlich von Auxerre am Armançon. Umgeben wird Cheney von den Nachbargemeinden Tronchoy im Norden, Lignières im Norden und Nordosten, Molosmes im Osten und Südosten, Dannemoine im Süden, Vézinnes im Westen und Südwesten sowie Roffey im Westen und Nordwesten.
Die Gemeinde liegt im Weinbaugebiet Bourgogne.

## Bevölkerungsentwicklung
| Jahr                      | 1962 | 1968 | 1975 | 1982 | 1990 | 1999 | 2006 | 2013 |
| ------------------------- | ---- | ---- | ---- | ---- | ---- | ---- | ---- | ---- |
| Einwohner                 | 185  | 196  | 187  | 254  | 249  | 264  | 267  | 261  |
| Quelle: Cassini und INSEE |      |      |      |      |      |      |      |      |

## Sehenswürdigkeiten
- Kirche Saint-Martin